# Hardwell
Hardwell, pseudonimo di Robbert van de Corput (Breda, 7 gennaio 1988), è un disc jockey, produttore discografico e conduttore radiofonico olandese.
Nel corso della sua carriera ha prodotto un gran numero di singoli ed è stato nominato due volte miglior DJ al mondo dalla rivista DJ Magazine, nel 2013 e nel 2014.

## Biografia
Hardwell ha cominciato la propria carriera da DJ a 13 anni quando, particolarmente ispirato dal canale musicale MTV, ha deciso di produrre musica. Ha ottenuto la notorietà nel 2009, con il suo bootleg di Show Me Love vs. Be di Steve Angello, Laidback Luke e Robin S. Da allora ha pubblicato diverse produzioni, come Alright 2010, Feel So High, Molotov o la co-produzione Move It To The Drum con Chuckie. Hardwell per creare musica usa in studio Logic pro X e Ableton Live.
Nel 2010 presenta l'etichetta discografica indipendente da lui fondata, la Revealed Recordings. L'anno seguente ha ottenuto successo grazie a singoli come Cobra, Energy Anthem 2012, Encoded e Zero 76, una co-produzione con Tiësto, con il quale ha girato per diversi mesi in Nord America. Il nome del singolo è dovuto al fatto che i due DJ sono entrambi di Breda, e 076 è il prefisso telefonico di quest'ultima città. Nello stesso anno è entrato per la prima volta nella classifica Top 100 DJ stilata dalla rivista DJ Magazine, ottenendo la posizione 24: è stata la terza più alta nuova entrata dopo Skrillex, che ha raggiunto la posizione 19.
Dal 2011 è conduttore radiofonico del programma Hardwell on Air, nel quale presenta le nuove uscite della sua etichetta discografica e brani appartenenti a generi quali electro house, progressive house, deep house e hardstyle.
Nel 2012 Hardwell ha pubblicato il singolo Three Triangles attraverso la Toolroom Records, ed altri attraverso la Revealed, ovvero Spaceman, Kontiki, How We Do (con Showtek) e Apollo (con la cantante australiana Amba Shepherd). Quest'ultimo singolo raggiunge il primo posto nella classifica generale di Beatport e in molti paesi d'Europa. Ad ottobre 2012 è stato eletto il sesto DJ più importante al mondo, sempre nella classifica di DJ Magazine; verso la fine dell'anno Hardwell ha presentato nel suo Essential Mix (in onda su BBC Radio 1) la sua nuova produzione in collaborazione con Laidback Luke intitolata Dynamo, oltre a numerose tracce che di li a poco sarebbero uscite nella sua etichetta discografica e non solo.
Nel 2013 supera i 100 episodi con il suo programma radiofonico Hardwell on Air, trasmettendo in diretta un episodio speciale di due ore, durante il quale ha avuto un breve scambio di battute con il DJ Armin van Buuren. Nel mese di marzo 2013 ha partecipato all'Ultra Music Festival a Miami, dove ha presentato la collaborazione con Dyro e della cantante Bright Lights, la canzone chiamata Never Say Goodbye, la quale dopo l'uscita ha raggiunto il primo posto nella classifica ufficiale di Beatport.
La stessa cosa è accaduta per l'esibizione a Tomorrowland, dove ha presentato alcuni brani inediti, tra cui il singolo con i W&W Jumper, pubblicato per il download digitale il 5 agosto. Il 19 ottobre 2013, durante l'Amsterdam Dance Event, Hardwell è stato eletto da DJ Magazine come il "DJ numero 1 al mondo", divenendo il DJ più giovane di sempre ad ottenere questo titolo. Nel corso dello stesso mese, il DJ ha presentato il documentario intitolato I Am Hardwell, che mostra un inside-look sull'ascesa dello stesso. Con il suo motto "If you can dream it, you can do it" ( "se puoi sognarlo, puoi farlo"), esso è stato visibile in molti cinema in tutto il mondo.
Domenica 30 marzo 2014 ha chiuso l'Ultra Music Festival 2014 di Miami con un set reputato anche quest'anno tra i migliori del festival, dove ha presentato il suo nuovo singolo con il DJ Olandese Joey Dale e con la cantante Luciana e altri singoli che usciranno presto sulla sua etichetta discografica: la Revealed Recordings. Il 18 ottobre 2014 all'Amsterdam Music Festival viene rieletto ancora come DJ numero 1.
Nel 2015 Hardwell ha annunciato la pubblicazione del suo primo album in studio, intitolato United We Are e pubblicato il 23 gennaio dello stesso anno dalla Revealed Recordings. Nell'ottobre 2015, durante l'Amsterdam Dance Event (ADE) è stato presentato in anteprima il secondo documentario di Hardwell I Am Hardwell - Living the Dream, diretto da Robin Piree. Due giorni dopo, il 13 ottobre 2015, il film è uscito nei cinema.
Il 7 settembre 2018, attraverso il suo profilo Facebook, annuncia il ritiro momentaneo dalle scene, continuando però a produrre musica.
Nel 2019 si piazza al 12º posto della classifica dei 100 DJ stilata da DJ Magazine.
Il 27 marzo 2022, dopo oltre tre anni di inattività, è tornato sulle scene musicali esibendosi all'Ultra Music Festival di Miami come special guest.

## Discografia

### Album in studio
- 2015 – United We Are
- 2022 – Rebels Never Die

### EP
- 2017 – Hardwell & Friends Vol. 1
- 2017 – Hardwell & Friends Vol. 2
- 2018 – Hardwell & Friends Vol. 3
- 2023 – The Seduction (con Olly James)

### Singoli
- 2006 – Slammin (con Franky Rizardo)
- 2006 – Soca Funk (con Franky Rizardo)
- 2007 – Never Knew Love (con Greatski)
- 2008 – Mrkrstft (con Greatski)
- 2008 – Let the Attack Begin (con Afrojack)
- 2008 – Labyrinth (con R3hab)
- 2008 – Enigma
- 2008 – Wake Up (con DJ Jeroenski)
- 2008 – Gate 76 (con Sunnery James & Ryan Marciano)
- 2009 – Display/Storage
- 2009 – Twilight Zone"
- 2009 – Blue Magic (con R3hab)
- 2009 – Feel So High (con I-Fan)
- 2010 – Alright 2010 (con Red Carpet)
- 2010 – Asteroid (ft. Franky Rizardo)
- 2010 – Molotov
- 2010 – Get Down Girl (con Funkadelic)
- 2010 – Move It to the Drum (con Chuckie & Ambush)
- 2011 – Zero 76 (con Tiësto)
- 2011 – Encoded
- 2011 – The World
- 2011 – Beta (con Nicky Romero)
- 2011 – Cobra
- 2011 – Munster (con JoeySuki)
- 2012 – Spaceman
- 2012 – Kontiki (con Dannic)
- 2012 – Call Me a Spaceman (feat. Mitch Crown)
- 2012 – Three Triangles
- 2012 – How We Do (con Showtek)
- 2012 – Apollo (feat. Amba Shepherd)
- 2013 – Dynamo (con Laidback Luke)
- 2013 – Three Triangles (Losing My Religion)
- 2013 – Never Say Goodbye (con Dyro feat. Bright Lights)
- 2013 – Jumper (con W&W)
- 2013 – Countdown (con MAKJ)
- 2013 – Dare You (feat. Matthew Koma)
- 2014 – Everybody Is in the Place
- 2014 – Arcadia (con Joey Dale feat. Luciana)
- 2014 – The Dance Floor Is Yours (con W&W)
- 2014 – Young Again (feat. Chris Jones)
- 2014 – Don't Stop the Madness (con W&W feat. Fatman Scoop)
- 2015 – Nothing Can Hold Us Down (con Headhunterz feat. Haris)
- 2015 – Eclipse
- 2015 – Follow Me (feat. Jason Derulo)
- 2015 – Sally (feat. Harrison)
- 2015 – Echo (feat. Jonathan Mendelsohn)
- 2015 – Chameleon (con Wiwek)
- 2015 – Scorpion (con Quintino)
- 2015 – Survivors (Con Dannic feat. Haris)
- 2015 – Off the Hook (con Armin van Buuren)
- 2015 – Mad World (feat. Jake Reese)
- 2016 – Blackout
- 2016 – Hollywood (con Afrojack)
- 2016 – Run Wild (feat. Jake Reese)
- 2016 – Calavera (con Kura)
- 2016 – 8Fifty (con Thomas Newson)
- 2016 – Live the Night (con W&W feat. Lil Jon)
- 2016 – Wake Up Call
- 2016 – No Holding Back (con Craig David)
- 2016 – Whine Up (con Quintino)
- 2016 – Going Crazy (con Blasterjaxx)
- 2016 – Get Down (con W&W)
- 2016 – Thinking About You (con Jay Sean)
- 2016 – Baldadig (con Quintino)
- 2017 – Party Till the Daylight
- 2017 – Creatures of the Night (feat Austin Mahone)
- 2017 – Make the World Ours
- 2017 – We Are Legends (con Kaaze feat. Jonathan Mendelsohn)
- 2017 – We Are One (con Alexander Tidebrink)
- 2017 – Smash This Beat (con Maddix)
- 2017 – Police (You Ain't Ready) (con Kura feat. Anthony B)
- 2017 – All That We Are Living For (con Atmozfears feat. M. Bronx)
- 2017 – Badam (con Henry Fong feat. Mr Vegas)
- 2017 – Powermove (con Moksi)
- 2017 – Here Once Again (con Dr Phunk)
- 2017 – What We Need (feat. Haris)
- 2017 – Still the One (con Kill the Buzz feat. Max Collins)
- 2017 – Power (con KSHMR)
- 2017 – Hands Up (con Afrojack feat. MC Ambush)
- 2018 – The Underground (con Timmy Trumpet)
- 2018 – Woest (con Quintino)
- 2018 – Get Low (con Sick Individuals)
- 2018 – Safari (con Jewelz & Sparks)
- 2018 – Take Us Down (Feeding Our Hunger) (con Dr Phunk feat. Santine)
- 2018 – Ze Willen Mee (con Bizzey, Lil Kleine e Chivv)
- 2018 – Anthem (con Steve Aoki feat. Kris Kiss)
- 2018 – Earthquake (feat. Harrison)
- 2018 – Conquerors (con Metropole Orkest)
- 2018 – Shine a Light (con Wildstylez feat. KiFi)
- 2018 – Big Room Never Dies (con Blasterjaxx feat. Mitch Crown)
- 2018 – Bella ciao (con Maddix)
- 2018 – This Is Love (con KAAZE feat. Loren Allred)
- 2018 – Light It Up (con Suyano feat. Richie Loop)
- 2018 – Out of This Town (con VINAI feat. Cam Meekins)
- 2018 – Kicking It Hard
- 2018 – How You Love Me (con Conor Maynard feat. Snoop Dogg)
- 2019 – Being Alive (con JGUAR)
- 2019 – Chase the Sun (con Dannic feat. Kelli-Leigh)
- 2019 – I'm Not Sorry (con Mike Williams)
- 2019 – Summer Air (feat. Trevor Guthrie)
- 2019 – Reckless (con Quintino)
- 2019 – Retrograde
- 2019 – Drop to the Floor (feat. Richie Loop)
- 2019 – Go to War (con Suyano)
- 2019 – Left Right (con Deorro & MAKJ feat. Fatman Scoop)
- 2022 – Broken Mirror
- 2022 – Into the Unknown
- 2022 – F*cking Society
- 2022 – Black Magic
- 2022 – Dopamine
- 2022 – Godd
- 2022 – Pacman
- 2022 – Mind Control
- 2022 – Reminisce
- 2022 – Zero Gravity
- 2022 – Laser
- 2022 – I Feel Like Dancing
- 2022 – Self Destruct
- 2022 – Rebels Never Die
- 2022 – Oh Gosh
- 2023 – Take Me Away Again (con Maddix e 4 Strings)
- 2023 – Balanca (con VINNE)
- 2023 – Twisted (con Will Sparks)
- 2023 – Sloopkogel (con Quintino)
- 2023 – Revolution (con Timmy Trumpet e Maddix)
- 2023 – Flatline (con Olly James)
- 2023 – Seduction (con Olly James)
- 2023 – Judgement Day (con Sub Zero Project)
- 2023 – ACID (con Maddix feat. Luciana)
- 2023 – Anybody Out There (con Azteck feat. Alex Hepburn)
- 2023 – The Abyss (con Space 92)
- 2023 – Human" (con Machine Made)
- 2023 – Shotgun (It Ain't Over) (con Bright Lights)
- 2023 – 'I Wanna Dance (con Nicky Romero feat. MERYLL)
- 2023 – Loneliness (con DJs from Mars e Tomcraft)
- 2023 – Push It (con Afrojack feat. MERYLL)
- 2023 – Goes Like This (con Shortround)
- 2024 – Oldskool Sound
- 2024 – Energy (con Bassjackers)
- 2024 – 16 (con Bassjackers & Maddix)
- 2024 – Move (con KAAZE)
- 2024 – XTC
- 2024 – I'm The Devil (con AVAO)
- 2024 – Follow The Light (con Armin Van Buuren)
- 2024 – Falling In Love (con Outsiders)
- 2024 – No Sleep (feat. Sarah De Warren)
- 2024 – Cambodia (con Vorwerk)

### Remix
- 2008 – Sidney Samson - You Don't Love Me (Hardwell Remix)
- 2008 – R3hab - Mrkrstft (Hardwell Remix)
- 2008 – Laidback Luke - Break Down the House (Hardwell Remix)
- 2008 – Steve Angello & Laidback Luke feat. Robin S. - Show Me Love vs. Be (Hardwell Remix)
- 2008 – Booty Luv - Dance Dance (Hardwell Remix)
- 2009 – Sander van Doorn & Marco V - What Say? (Hardwell Remix)
- 2009 – Chris Lake feat. Nastala - If You Knew (Hardwell Remix)
- 2009 – Armin van Buuren feat. VanVelzen - Broken Tonight (Hardwell Remix)
- 2009 – Hi Tack - I Don't Mind (Hardwell Remix)
- 2009 – Fedde Le Grand feat. Mitch Crown - Scared of Me (Hardwell Remix)
- 2009 – Bob Sinclar feat. Steve Edwards - Peace Song (Hardwell Remix)
- 2009 – Sylver - Foreign Affair (Hardwell Remix)
- 2010 – Nicky Romero - Switched (Hardwell & DJ Funkadelic Remix)
- 2010 – Franky Rizardo - Afrika (Hardwell Remix)
- 2010 – Dwight Brown - El Saxo (Hardwell's Ibiza Remix)
- 2010 – Rene Amesz - Coriander (Hardwell & R3hab Remix)
- 2010 – Tiësto - Lethal Industry (Hardwell Remix)
- 2010 – JoeySuki - Dig It All (Hardwell Edit)
- 2011 – Clokx - Catch Your Fall (Hardwell Club Mix)
- 2011 – Haley - Physical (Hardwell Remix)
- 2011 – Alex Gaudino feat. Kelly Rowland - What a Feeling (Hardwell Club Mix)
- 2011 – Dada Life - Fight Club Is Closed (It's Time For Rock'n'Roll) (Hardwell Remix)
- 2011 – Avicii - Levels (Hardwell Next Levels Bootleg)
- 2011 – Martin Solveig feat. Kele - Ready 2 Go (Hardwell Remix)
- 2011 – Bella - Nobody Loves Me (Hardwell Remix)
- 2011 – Jake Shanahan & Sebastien Lintz - Passion (Hardwell Edit)
- 2011 – DJ Fresh feat. Sian Evans - Louder (Hardwell Remix)
- 2011 – Gareth Emery feat. Jerome Isma-Ae - Stars (Hardwell Remix)
- 2011 – Adrian Lux feat. Rebecca & Fiona - Boy (Hardwell Remix)
- 2011 – Morgan Page, Sultan & Ned Shepard and BT feat. Angela McCluskey - In the Air (Hardwell Remix)
- 2011 – Tiësto feat. BT - Love Comes Again (Hardwell Rework)
- 2011 – Taio Cruz feat. Florida - Hangover (Hardwell Extended Remix)
- 2012 – NO_ID & Martin Volt - Zelda (Hardwell Edit)
- 2012 – Rihanna - Where Have You Been (Hardwell Club Mix)
- 2012 – The Naked & Famous - Young Blood (Tiësto & Hardwell Remix)
- 2012 – Knife Party - Internet Friends (Hardwell Edit)
- 2012 – The Wanted - Chasing the Sun (Hardwell Remix)
- 2012 – Example - Say Nothing (Hardwell & Dannic)
- 2012 – Tony Romera - Pandor (Hardwell Rambo Edit)
- 2013 – Clockwork - Tremor (Hardwell Rambo Remix)
- 2013 – Krewella - Alive (Hardwell Remix)
- 2013 – Mark Knight & Funkagenda - Man with the Red Face (Hardwell Remix)
- 2013 – Blasterjaxx - Fifteen (Hardwell Edit)
- 2014 – Thirty Seconds to Mars - City of Angels (Hardwell Remix)
- 2014 – Armin van Buuren - Ping Pong (Hardwell Remix)
- 2014 – Deorro & J-Trick - Rambo (Hardwell Edit)
- 2014 – Bingo Players - Knock You Out (Hardwell Remix)
- 2014 – Marco V - Back in the Jungle (Hardwell ReWork)
- 2014 – Coldplay - A Sky Full of Stars (Hardwell Remix)
- 2015 – Calvin Harris feat. Ellie Goulding - Outside (Hardwell Remix)
- 2015 – Domeno & Michael Sparks - Locked & Loaded (Hardwell Edit)
- 2015 – Quintino - Scorpion (Hardwell Edit)
- 2015 – R3hab - Hakuna Matata (Hardwell Edit)
- 2015 – Skrillex & Dillon Francis - Burn Up the Dance (Hardwell ReWork)
- 2015 – The Legend of Zelda - Ocarina of Time's Gerudo Valley (Hardwell Remix)
- 2016 – MC João - Baile de favela (Hardwell Extended Remix)
- 2016 – Alan Walker - Faded (Hardwell Remix)
- 2016 – The Chainsmokers ft. Daya - Don't Let Me Down (Hardwell & Sephyx Remix)
- 2016 – Moby - Go (Hardwell Remix)
- 2016 – Hardwell feat. Jay Sean - Thinking About You (Hardwell & KAAZE Remix)
- 2017 – Badd Dimes - Go Down Low (Hardwell Edit)
- 2017 – Kill the Buzz - Break the House Down (Hardwell Edit)
- 2018 – Eminem - Without Me (Hardwell Remix)
- 2022 – La Fuente - I Want You (Hardwell Remix)
- 2022 – Hardwell - Spaceman (Rebels Never Die Rework)
- 2022 – Hardwell - Retrograde (Rebels Never Die Rework)
- 2022 – Hardwell & Blasterjaxx feat. Mitch Crown - Bigroom Never Dies (Rebels Never Die Rework)
- 2023 – David Guetta vs. Benny Benassi - Satisfaction (Hardwell & Maddix Remix)
- 2023 – Calvin Harris feat. Ellie Goulding - Miracle (Hardwell Remix)
- 2024 – David Guetta & OneRepublic - I Don't Wanna Wait (Hardwell & Olly James Remix)
- 2024 – Nifra & 2 Unlimited - Control Your Body (Hardwell Edit)